# Tunelul Canalului Mânecii
Tunelul Canalului Mânecii (în engleză Channel Tunnel, "Tunelul Canalului", în franceză Tunnel sous la Manche, "Tunelul pe sub Canalul Mânecii") este un tunel feroviar submarin, lung de 50,5 km, care leagă vestul Franței cu sud-estul Angliei, pe sub Canalul Mânecii. Tunelul a fost construit în cooperare de guvernele Regatului Unit și Franței. Este al treilea tunel feroviar ca lungime din lume, depășit fiind doar de tunelul japonez Seikan și de Tunelul de bază Gotthard.
Traversarea mașinilor, autocarelor, motocicletelor și camioanelor este asigurată de navete feroviare și durează aproximativ 35 de minute de la peron la peron. Transportul călătorilor este asigurat de compania Eurostar, care utilizează trenuri de tip TGV modificate pentru a se adapta specificului tunelului și rețelei britanice (alimentare prin a treia șină). Viteza limită prin tunel este de 160 km/h.

## Descriere

### Caracteristici tehnice

Schema unei secțiuni a tunelului.

Săpat în stratul de cretă albastră, la o adâncime medie de 40 m sub fundul mării (70 m adâncime maximă), tunelul este format de fapt din 3 galerii:
- două tunele feroviare, câte unul pentru fiecare sens, cu un diametru util de 7,6 m;
- o galerie de serviciu lată de 4,8 m, prin care circulă vehicule speciale.

Cele 3 galerii sunt legate la fiecare 375 de metri prin culoare de comunicație. Acest sistem a permis evacuarea călătorilor cu ocazia incendiului din 18 noiembrie 1996. Aceste culoare asigură și aerisirea tunelului. Aerul este introdus în galeria de serviciu pe la capete și este împins în tunelele feroviare prin clapete unidirecționale, ceea ce împiedică pătrunderea fumului de la un eventual incendiu în galeria de serviciu. Există și țevi între cele două tunele feroviare, pentru a permite aerului să se miște, reducând astfel rezistența la înaintare. La fiecare treime a parcursului subteran există legături între cele două tunele feroviare, pentru a permite izolarea unei secțiuni a tunelului în caz de necesitate. În aceste puncte, galeria de serviciu este plasată lângă cele două tunele.
Din motive de securitate, tunelele feroviare sunt iluminate de 20.000 de tuburi fluorescente și au un trotuar continuu pe partea dinspre galeria de serviciu, pentru a asigura evacuarea rapidă a călătorilor. Există antene care asigură comunicația radio cu suprafața.
Construcția tunelului a costat aproximativ 105 miliarde de franci francezi (16 miliarde de euro), asigurați de investitori privați care au pierdut 87,2% din sumă la cursul curent al acțiunii.
Terminalul francez al tunelului a fost conceput de arhitectul Paul Andreu.

### Inaugurare
Galeriile britanică și franceză, care fuseseră săpate cu ajutorul măsurătorilor cu laser, s-au întâlnit prima dată pe 30 octombrie 1990, printr-o mică gaură în galeria de serviciu. Diferența între centrul celor două tunele era de doar 358 mm  orizontal și 58 mm vertical.
Când cele două tunele au fost unite complet, pe 1 decembrie 1990, a fost prima dată în ultimii 8.500 de ani când se putea merge pe uscat între Anglia și Franța. Tunelul a fost inaugurat oficial de către Regina Elisabeta a II-a și președintele francez François Mitterrand în cadrul unei ceremonii în Calais pe 6 mai 1994.

### Statistici
Tunelul are o lungime de 50,450 m, din care 37,9 km sunt sub mare. Adâncimea medie este de 45,7 m sub planșeul oceanic, iar cea maximă este de 60 m. A fost deschis la sfârșitul anului 1994, oferind 3 servicii: navete pentru vehicule, serviciul de pasageri Eurostar care leagă Londra de Paris și Bruxelles, și trenuri de marfă.
În 2005, 8,2 milioane de pasageri au călătorit cu Eurostar, iar în același an Eurotunel a transportat 2.047.166 mașini, 1.308.786 camioane și 77.267 autocare. Traficul de marfă a fost de 1,6 milioane de tone (2005).
Traficul de pasageri prin Tunelul Canalului Mânecii a crescut cu 15% în 2004 și 2.4% în 2005 până la 7,45 milioane de pasageri. Se așteaptă continuarea creșterii în 2007 (cu până la 56% între Londra și Bruxelles), odată cu deschiderea legăturii feroviare de mare viteză către Londra.
Călătoria în interiorul tunelului durează 20 de minute. Călătoria totală pentru un tren-navetă este de 25 de minute, inclusiv parcurgerea buclei ce permite întoarcerea trenului. Trenurile Eurostar circulă mult mai încet prin tunel decât pe restul parcursului (160 km/h față de 300 km/h viteză maximă), pentru a permite intercalarea navetelor și pentru a evita problemele generate de frecarea cu aerul în interiorul tunelului.
Costul întregului proiect a fost de aproximativ £10 miliarde, inclusiv o depășire a estimărilor inițiale cu 80%. Tunelul a operat în pierdere, acțiunile care au permis finanțarea proiectului  pierzându-și 90% din valoare între 1989 și 1998. Compania a anunțat pierderi de £1,33 miliarde în 2003 și £570 milioane în 2004. Pentru a justifica aceste pierderi importante, Eurotunnel amintește slaba utilizare a infrastructurii, costurile mari de acces la infrastructură, dobânzile prea mari pentru împrumuturile contractate și nu în ultimul rând, un trafic de pasageri mai mic cu 38% și un trafic de marfă mai mic cu 24% față de estimările inițiale.

### Operare

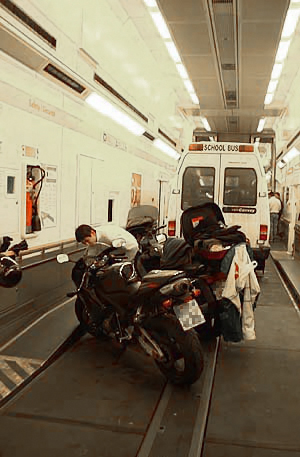

Tunelul este operat de Eurotunnel (Eurotunnel plc în Regatul Unit, Eurotunnel SA în Franța).
Există patru tipuri de trenuri în operare:
- Eurostar - trenuri de călători de mare viteză care leagă Londra Waterloo de Paris Nord și Bruxelles Midi, cu opriri la Ashford, Calais-Fréthun și Lille-Europe. Există și legături sezoniere spre Avignon, Disneyland Paris și Munții Alpi. Serviciile Eurostar se vor muta de la Waterloo la St. Pancras odată cu terminarea noii linii de mare viteză dintre tunel și Londra, la 17 noiembrie 2007.
- Navetele Eurotunnel transportă automobile, dube și autocare între terminalele Sangatte (Calais/Coquelles) și Folkestone. Vagoanele închise, unele cu două etaje, permit șoferilor să rămână în mașini pe toată durata călătoriei. Trenurile au fost cunoscute și sub denumirea de Le Shuttle.
- Navetele de marfă Eurotunnel. Aceste trenuri transportă camioane în vagoane descoperite, iar șoferii călătoresc în vagoane de călători.
- Trenuri de marfă. Aceste trenuri transportă containere între Europa și Anglia. Aceste trenuri sunt operate de EWS din Marea Britanie și SNCF în Franța.

Au existat propuneri pentru trenuri locale care să lege comitatul Kent de orașe din departamentul francez Pas-de-Calais, similare cu trenurile locale dintre insulele nordică și sudică din Zealand, dar un asemenea serviciu este puțin probabil.

### Măsuri de securitate
Tunelul Canalului Mânecii dispune de o echipă de pompieri francezi și englezi. Ei pot interveni în tunel cu ajutorul unor vehicule speciale ce circulă prin galeria de serviciu. alimentarea cu apă este asigurată printr-o țeavă ce parcurge întreg tunelul și dispune de racorduri potrivite normelor din ambele țări. În galeria de serviciu este menținută o presiune mai ridicată decât în tunelele feroviare, pentru a împiedica fumul să intre.
Când este semnalat un incendiu sau o altă problemă, este declanșat un plan bi-național, numit binat. comanda dată de ofițerul de serviciu este "Binat go!".
Singurul incident serios înregistrat în tunel a fost incendiul din 18 noiembrie 1996, declanșat la bordul unui tren încărcat cu camioane. Datorită măsurilor de securitate și a răspunsului rapid al echipelor de intervenție, nu au existat victime, dar tunelul a suferit distrugeri ale structurii de rezistență pe aproximativ 1 km. Reparațiile au costat aproximativ 200 de milioane £. În urma accidentului, procedurile de siguranță au fost schimbate.
Un alt incident s-a produs pe 21 august 2006, când un camion a luat foc în tunel. Echipajul trenului și șoferii au fost evacuați rapid și focul a fost stins înainte să producă pagube importante.

### Al doilea tunel
În anii 1998 - 1999, concesionarul a început să studieze posibilitatea unui al doilea tunel pe sub canal, așa cum era prevăzut în actul de concesiune. Impactul economic al proiectului nu a putut fi dovedit, astfel încât nu a fost depășit stadiul studiului de fezabilitate.

## Istorie

### Primul proiect
- în 1855, inginerul francez Thomé de Gaumont propune un tunel între Capul Gris-Nez (Pas-de-Calais) și Capul Eastwear, cu coșuri de aerisire în plină mare și o insulă artificială pe bancul Varnes, care ar fi adăpostit o gară maritimă;
- 24 ianuarie 1868, crearea "Channel Tunnel Committee", finanțat de familia Rothschild din partea franceză și de lord Richard Grosvenor și Michel Chevalier din partea britanică;
- 1875, Crearea Societății tunelului submarin dintre Franța și Anglia, deținută de Compania căilor ferate din nord (2/3) și familia Rothschild (1/3);
- 1875, studiile geologice și sondajele realizate de inginerul Labrousse și geologii Potier și Lapparent concluzionează că tunelul trebuie săpat în stratul de cretă albastră; traseul propus avea 54 km;
- 21 octombrie 1876, începutul săpăturilor la Sangatte.
- 18 martie 1883, lucrǎrile sunt întrerupte din partea francezilor, din motive militare. Lungimea galeriilor sǎpate ajunge până la 2026 m pe partea engleză și 1839 m pe partea franceză.

### Al doilea proiect
- în 1957, Louis Armand creează GETM (groupement d'étude du tunnel sous la Manche - grupul de studiu al tunelului pe sub Canalul Mânecii), având ca parteneri : Asociația franceză a tunelului mânecii (grup Rothschild), The Channel Tunnel Company (British Railways), Compania canalului Suez, dar și o companie americană, Technical Studies Inc.
- 1960, partizanii podului lansează SEPM (Société d'étude d'un pont sur la Manche - Soceitatea de studiu al podului peste Canalul Mânecii), prezidată de Jules Moch;
- 1966, Harold Wilson și Georges Pompidou decid să construiască un tunel. În 1967 este lansat un apel de oferte;
- 1971, GTM (Grupul tunelului mânecii), format din Asociația franceză a tunelului mânecii (grup Rothschild) și The Channel Tunnel Company (British Railways) este desemnat câștigător; terminarea lucrărilor este prevăzută pentru 1980;
- 20 octombrie 1972, semnătura primei convenții dintre GTM și guvernele celor două țări;
- 1973, începerea lucrărilor pe ambele maluri ale Canalului Mânecii;
- 11 ianuarie 1975, Harold Wilson anunță că guvernul Marii Britanii renunță la proiect din "motive economice";
- pe 20 ianuarie 1975 se opresc lucrările; se săpaseră 300m de galerie pe partea franceză și 400m pe partea britanică.

### Proiectul Rocard
- în iunie 1981 Michel Rocard, ministrul planificării din Franța, lansează un studiu preliminar privind o legătură feroviară de mare viteză între Franța și Anglia, specificând că finanțarea trebuia asigurată exclusiv din surse private.

### Proiectul Eurotunnel

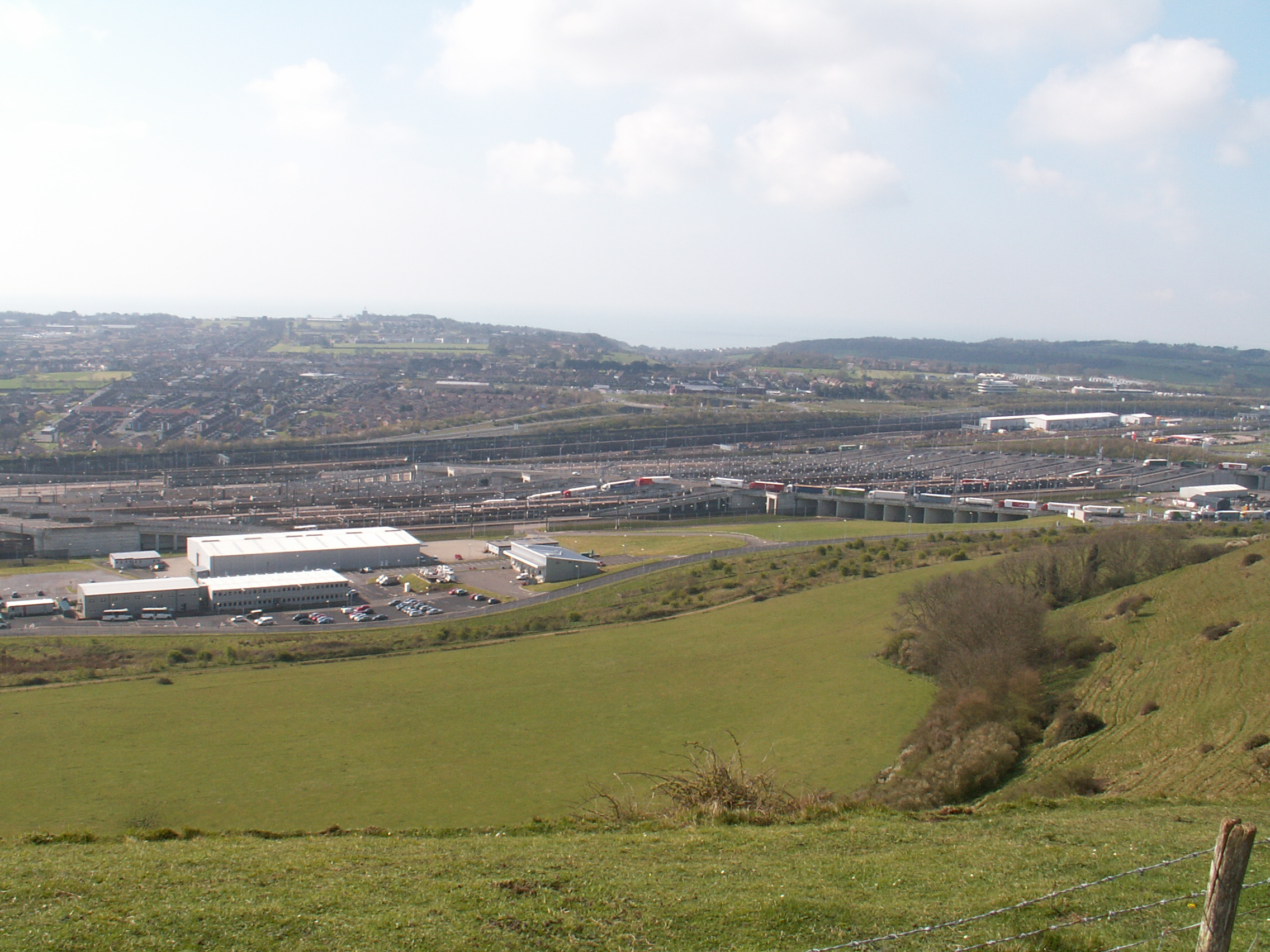
Terminalul Dover.

- 20 ianuarie 1986, François Mitterrand și Margaret Thatcher anunță, în cadrul unei întâlniri la Lille, alegerea proiectului de tunel propus de France Manche și Channel Tunnel Group din cele patru proiecte concurente
- 14 martie 1986, semnarea actelor de concesionare la Cantorbéry;
- aprilie 1986, crearea Transmanche Link (TML), un consorțiu de 10 întreprinderi, câte 5 din fiecare țară, însărcinate cu construirea tunelului;
- 13 august 1986, crearea societății Eurotunnel, întreprindere în care France Manche și The Channel Tunnel Group aveau câte 50% din acțiuni.
- în noiembrie 1986, după o campanie de sondaje geologice desfășurată în timpul verii, se trece la sondarea fundului mării. În paralel se trece la construcția unui puț de acces la Sangatte. Se va realiza un puț de 75 m diametru șu tot atât de adânc.
- 29 iulie 1987, François Mitterrand și Margaret Thatcher semnează oficial tratatul franco-britanic care autorizează realizarea tunelului.
- în decembrie 1987, are loc primul foraj pe partea engleză, pe faleza Shakespeare Cliff.
- 1 decembrie 1990, prima joncțiune a galeriilor franceză și engleză.
- 27 iulie 1993, arbitraj privind costurile tunelului între Eurotunnel și TML; Eurotunnel se angajează să plătească un avans de 2 miliarde de franci francezi.
- 10 decembrie 1993, livrarea șantierului către Eurotunnel, care începe testele tehnice;
- 6 mai 1994, inaugurarea oficială a tunelului Canalului Mânecii.

### După inaugurare
- 18 noiembrie 1996: un incendiu al unei navete de camioane în tunel. A condus la închiderea unei părți din tunel timp de o lună și a traficului de marfă timp de 7 luni. Au fost intoxicate cu fum 8 persoane .

- pe 25 decembrie 2002, 550 de refugiați din câmpul Crucii Roșii de la Sangatte încearcă să emigreze în Marea Britanie parcurgând tunelul pe jos. Împărțiți în două grupuri, ei au reușit să treacă de gardurile terminalului Coquelles și să pătrundă în tunel. 129 de persoane au fost arestate de poliție, unele ajungând la 7 km în interiorul tunelului. Traficul feroviar a fost întrerupt toată noaptea.

- pe 21 august 2006 incendiul unui camion provoacă închiderea unei părți a tunelului; nu au existat pagube importante;

- pe 28 aprilie 2007, la ora 8:18, între Folkestone și Capul Gris-Nez a avut loc un cutremur de 4,3° pe scara Richter. Epicentrul s-a situat la 14 km la sud de Dover, la o adâncime de 7,1 km. Traficul feroviar nu a fost afectat, deși tunelul este situat la mai puțin de 10 km de epicentru.

### Cele patru proiecte concurente
Au fost patru proiecte în cursa pentru realizarea unei legături fixe între Franța și Regatul Unit :
- Europont: prevedea construirea unui pod de 37 km susținut de 8 piloni, care urma să folosească tehnici noi, cu traverse lungi de 5000 de metri, suspendate prin cabluri de kevlar; costul estimat era de 60 de miliarde FF;
- Euroroute: prevedea un ansamblu pod-tunel-pod, cu podurile ducând la 2 insule artificiale legate printr-un tunel feroviar de 38 km;
- Channel Expressway: proiectul, prezentat în ultimul moment, prevedea construirea de tunele rutiere și feroviare;
- Eurotunnel: în linii mari, proiectul îl relua pe cel din 1975, cu 2 tunele feroviare și un tunel de serviciu.

## Filme
- Tunelul apare în filmul Mission: Impossible de Brian De Palma (1996) unde Tom Cruise, aflat pe un tren de mare viteză, este urmărit de un elicopter în ceea ce se presupune a fi tunelul în cauză. De fapt, toată scena a fost filmată pe calea ferată Kilmarnock - Dumfries, în Scoția, într-un tunel cu secțiune rectangulară, și nu rotundă cum este în tunelul de sub Canalul Mânecii. Scena conține mai multe fapte imposibil de reprodus în realitate;
- În episodul 118 al serialului american Seinfeld ("The Pool Guy"), Chunnel este numele unui film de acțiune a cărui desfășurare are loc în tunel;
- Tunelul Canalului Mânecii a apărut și în seria "Superstructuri" de la National Geographic Channel, fiind plasat pe locul 10 între cele mai impresionante superstructuri ale planetei;
- Pot fi observate în mai multe reprize gurile de intrare în tunel în filmul Păpușile rusești de Cédric Klapisch (2005);
- Tunelul și trenurile Eurostar sunt prezente în numeroase episoade ale emisiunii Top Gear;
- În filmul Vacanța lui Mr. Bean (2007), personajul principal trece prin tot felul de peripeții în cele două terminale, precum și la bordul trenurilor;
- Mașinile de săpat folosite pentru realizare tunelului apar în filmul Ocean's Thirteen (2007); în realitate, în momentul unirii tunelelor, mașina franceză era dezmembrată, iar cea britanică era îngropată și abandonată.